# Иелму-Маринью
Иелму-Маринью (порт. Ielmo Marinho)  —  муниципалитет в Бразилии, входит в штат Риу-Гранди-ду-Норти. Составная часть мезорегиона Сельскохозяйственный район штата Риу-Гранди-ду-Норти. Входит в экономико-статистический  микрорегион Агрести-Потигуар. Население составляет 11 094 человека на 2006 год. Занимает площадь 305,185 км². Плотность населения — 36,4 чел./км².

## Статистика
- Валовой внутренний продукт на 2003 год составляет 117 557 593,00 реалов (данные: Бразильский институт географии и статистики).
- Валовой внутренний продукт на душу населения на 2003 год составляет 10 980,53 реалов (данные: Бразильский институт географии и статистики).
- Индекс развития человеческого потенциала на 2000 год составляет 0,590 (данные: Программа развития ООН).